# Fani Vranceanu
Fani Vranceanu (n.8 octombrie 1975,București) este un fost jucător român de fotbal care a activat pe postul de fundaș.

### Activitate
- Ceahlăul Piatra Neamț (1993-1994)
- FC Brașov (1993-1994)
- Cetatea Târgu Neamț (1994-1995)
- Ceahlăul Piatra Neamț (1994-1995)
- Drobeta Turnu Severin (1995-1996)
- Steaua București (1996-1997)
- Gloria Buzău (1996-1997)
- Chindia Târgoviște (1997-1998)
- Gloria Buzău (1998-1999)
- Olimpia Râmnicu-Sărat (2000-2001)
- Petrolul Ploiești (2001-2002)
- Petrolul Moinești (2004-2005)
- Gloria Buzău (2005-2006)
- Petrolul Moinești (2005-2006)